# Aída Rubino
Aída Rubino (Buenos Aires, 1 de noviembre de 1942 - Idem, 19 de noviembre de 2021) fue una actriz de cine, teatro y televisión argentina. Era la hija del primer actor cómico Vicente Rubino.

## Carrera
Hija del capocómico Vicente Rubino y de la actriz Zulma Grimaldi, fue además sobrina segunda de la notoria comediante Olinda Bozán (tía de Zulma); su primer trabajo en la escena fue junto a su tía en El proceso de Mary Duggan, donde también actuaron Mirtha Legrand, Diana Maggi, Mecha Ortiz y Francisco Petrone.
Su trayectoria teatral incluye títulos como El amor no pide permiso, Los solteros también sufren, La China Dominga, Nuestra Natacha y Rascacielos.
En variados ciclos de televisión se pudo apreciar su versatilidad, en ciclos Felipe, junto a Luis Sandrini, Teatro de Pacheco, Constancia, una esposa constante y Celeste, entre muchas otras labores.
En cine actuó siempre con roles de reparto en películas como La Rubia Mireya (1948), siendo una niña,  con Mecha Ortiz; La fiaca (1969) con Norman Brisky, Norma Aleandro y Lydia Lamaison; Muchacho (1970)  estelarizado por Sandro; Autocine mon amour (1972) con figuras como Luis Brandoni y Marta Bianchi; La bastarda (1972) con Isela Vega y Luis Dávila; y Las locas protagonizado por Mercedes Carreras, Juan José Camero, Leonor Manso y Leonor Benedetto. Trabajó bajo la dirección de grandes directores de la talla de Manuel Romero, Fernando Ayala, Leo Fleider, Fernando Siro, Emilio Gómez Muriel y Enrique Carreras.
Además de la actuación se dedicó por muchos años a ser psicología social, estudió en Instituto Superior de Ciencias Humanas y Sociales (IsCiHS). Trabajó en Asociación Cambiar para Vivir (ONG). Su mejor amiga fue la actriz Graciela Pal. Murió víctima de un Cáncer a los 79 años el 19 de noviembre del 2021, según informó la Asociación Argentina de Actores.

## Filmografía
- 1977: Las locas
- 1972: La bastarda
- 1972: Autocine mon amour
- 1970: Muchacho
- 1969: La fiaca
- 1948: La Rubia Mireya

## Televisión
- 1991: Celeste
- 1976: Constancia, una esposa constante
- 1973: Teatro de Pacheco
- 1967: Risas y sonrisas, con Juan Verdaguer.
- 1966: Felipe

## Teatro
- El amor no pide permiso
- Los solteros también sufren
- La China Dominga
- Nuestra Natacha
- Rascacielos